# Kovács Lajos (református lelkész)
Kovács Lajos (Nagykőrös, 1830. április 13. – Nagykőrös, 1905. május 5.) honvédhadnagy, református lelkész.

## Élete
A középiskolát szülővárosában végezte, ahol a bölcseleti szakra 1845-ben iratkozott be. 1847/48-ban az I. gimnáziumi osztály köztanítója volt. A szabadságharcban mint honvédhadnagy vett részt, majd ezt követően a teológia hallgatása végett Kecskemétre ment, onnan pedig Dunavecsére elemi iskolai tanítónak.  Miután letette a lelkészvizsgát, Báthory Gábor lelkész, később helyettes püspök maga mellé rendelte segédlelkésznek, majd kevés ideig Szeremlére, s ismét szülőföldére helyezte, ahol egyszersmind 1855-től 1857-ig ideiglenes tanítóképezdei vallástanár is volt. 
Tanulmányainak folytatása céljából 1857-ben külföldre utazott és egy tanévet a tübingeni egyetemen töltött, miközben meglátogatta Svájcot is. 1861. április 3-án Filó Lajossal együtt rendes lelkésznek választotta meg a nagykőrösi református gyülekezet, mely mindkét lelkészét 25 éves működésük alkalmával 1886. október 31-én megjubilálta és Kovács Lajos nevére a főgimnázium, tanítóképezde, népiskolák és a református egyházi árvaház céljaira egyenként 400 korona alapítványt tett. A kecskeméti református egyházmegye pénztárnoksággal és tanácsbírósággal tisztelte meg; mindkét állástól azonban önként visszalépett.
Egyházi beszédei vannak a Vasadi Balogh Lajos és Dr. Öreg János-féle Gyakorlati Lelkészet (Székesfehérvár, 1874-1875.) c. gyűjteményben.

## Munkái
- Halotti imák, melyek cs. kir. ministeri tanácsos méltóságos és főtisztelendő Báthory Gábor úrnak Bécsben az 1860 év okt. 23-án elhunyt és ugyanazon hó 28-án Nagykőrösön eltemettetett nője, nemes Peremartoni Nagy Julianna asszony felett a halottas háznál és sírnál mondattak. Nyomatott Kecskeméten Szilády Károlynál. 1860. (Tatai András, klasszikus alakban írt imájával együtt).
- Halotti imák és síribeszéd, melyek nh. Zsigray Jánosné Jalsovicky Sarolta asszony felett mondattak. Kecskemét. 1862. (Székács József és Filó Lajos imájával együtt Kovács L. síribeszéde.)
- Özvegy Molnár Pálné Kalocsa Borbála asszony felett 1873 jun. 12-én mondott ima. Kecskemét, 1873.
- Gyászemlék, melyet Papp Eszternek, a felette mondott imából és síri beszédből állítottak bánatos szülői Nagykőrösön. Nyom. Kecskeméten, Szilády Lajosnál. 1876. (Ima a gyászudvaron Filó Lajos s gyászbeszéd a sírnál Kovács Lajos lelkész által.)
- Ima és gyászbeszéd: Kossuth Lajos gyásztiszteletére az imát Kovács Lajos, a gyászbeszédet Filó Lajos tartotta 1894 márc. 28-án a nagykőrösi ref. templomban. Kecskemét, 1894. 8-r. 14. 1.
- 6. Jalsovicky Károly felett 1866 márc. 26. tartott síribeszéd és neje Ivenesey Ida felett 1899 okt. 22. mondott gyászbeszéd (Filó Lajos imáival együtt) Nagykőrös. 1899. Nyom. Ottinger Kálmán.
- Emlékbeszédek, melyeket részint Szalay József, 1848/49. honvédfőhadnagy 1849 julius 10-én történt összevagdalásának 50 éves

szomorú napján 1899 julius 19-én rendezett ünnepség, részint a Kossuth-szobor leleplezése alkalmával 1900 szeptember 30-án tartott. Nyom. Ottinger Kálmánnál. 1903. 